# Sheer khurma
Lo sheer khurma o sheer khorma (in persiano شير خرما‎, shîr xormâ, tradotto: "latte e datteri") è un budino di vermicelli tipico dell'Iran, del Pakistan, dell'Afghanistan, dell'India e di altre zone dell'Asia centrale.
Viene preparato tradizionalmente dai fedeli musulmani per colazione oppure come dessert durante le feste di Id al-fitr e Id al-adha.

## Ingredienti
Gli ingredienti principali utilizzati nello sheer khurma sono vermicelli, latte intero, zucchero e datteri. A seconda della regione si possono aggiungere anche cardamomo, pistacchi, mandorle, chiodi di garofano, zafferano, uvetta e acqua di rose.
Nella tradizione iraniana si predilige l'utilizzo di datteri, mentre in Afghanistan, di cui è originario, si utilizzano frutta secca e noci.
In India viene preparata un'altra variante che prevede l'aggiunta dizucchero caramellato.

## Preparazione
La preparazione del piatto consiste nella frittura dei vermicelli nel burro chiarificato con successiva aggiunta del latte lasciando il tutto a cuocere ulteriormente. Man mano che il composto si addensa vengono aggiunti zucchero, datteri e altra frutta secca a seconda del luogo di provenienza.
In alcune zone, al fine di ottenere una bevanda più liquida, viene ridotta la quantità di vermicelli ed aumentata quella del latte.